# Церква Благовіщення Пресвятої Богородиці (Перемишль)
Церква Благовіщення Пресвятої Богородиці, Благовіщенська церква — православна, а потім греко-католицька сакральна споруда, що існувала у Перемишлі до XVIII століття у східній частині міста. Після зникнення самої будівлі, на її місці до 1908 року розташовувався міських цвинтар; згодом, один із кварталів обмежений вулицями А. Дворського (пол. ul. A. Dworskiego), С. Конарського (пол. ul. S. Konarskiego) та А. Міцкевича (пол. ul. A. Mickiewicza).

## Відомості
Походження храму залишається невідомим. На зображення штурму Перемишля князем Ракоці 1657 року, церква розташована серед приміської забудови, за межами тогочасних міських мурів. В цей час вона являла собою тридільну будівлю, традиційного, для галицької архітектури, вирішення із домінуванням купольних завершень. Нава та притвор завершені високими верхами, в той час як вівтарна частина має низький наметовий дах (у тому випадку, якщо зображена на малюнку споруда мала традиційне вирішення із вівтарем оберненим на Схід). Перед будівлею розташована висока, чотириярусна вежа. В пізній період свого існування, при церкві діяла парохія собору крилошан, що володіла прицерковним парохіяльними будинками та обширними полями, які після занепаду церкви частково були продані. Ймовірно в часи «Йосифінської касати» церкву, разом із парафіяльними будинками продали, після чого вони були розібрані.

## Галарея

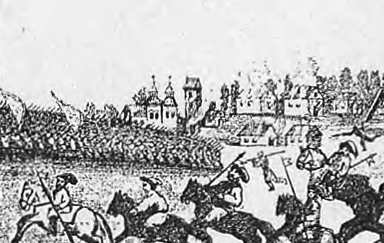
Фрагмент рисунку облоги Перемишля військами Юрія Ракоци із зображенням Благовіщенської церкви на задньому плані.
Фрагмент мапи 1894 року із зображенням міського цвинтаря де раніше розташовувалась Благовіщенська церква.